# Buková hora (Radyňská pahorkatina)
Buková hora (650,8 m n. m.) je vrchol mezi městy Blovice a Nepomuk na jižním Plzeňsku, severovýchodně od obce Měcholupy. Některé zdroje považují vrch za nejjižnější výběžek Brd; z hlediska geomorfologie je však příslušný do Radyňské pahorkatiny. Je nejvyšším vrcholem geomorfologického podokrsku Měcholupská vrchovina.

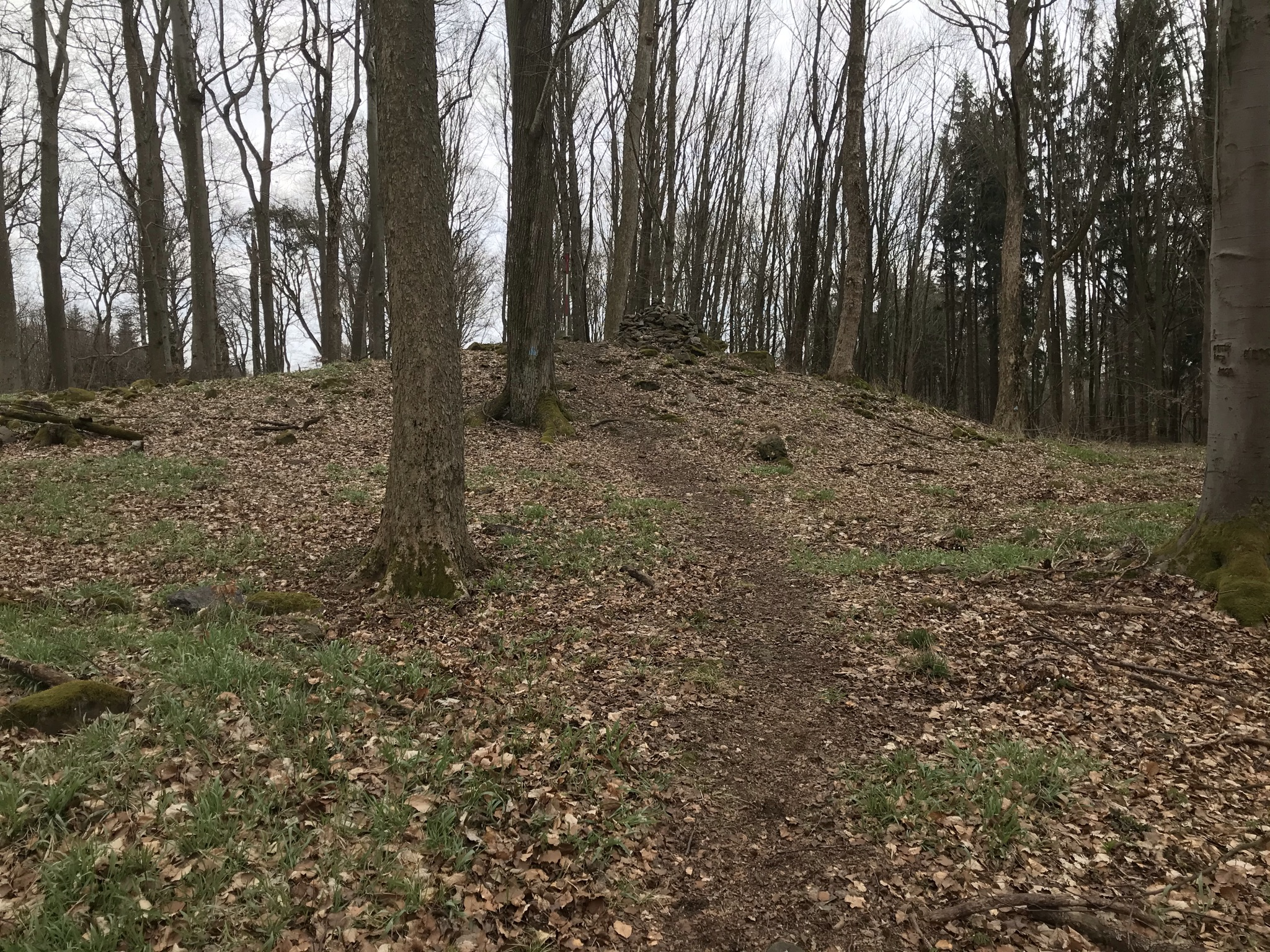
Vrchol Bukové hory

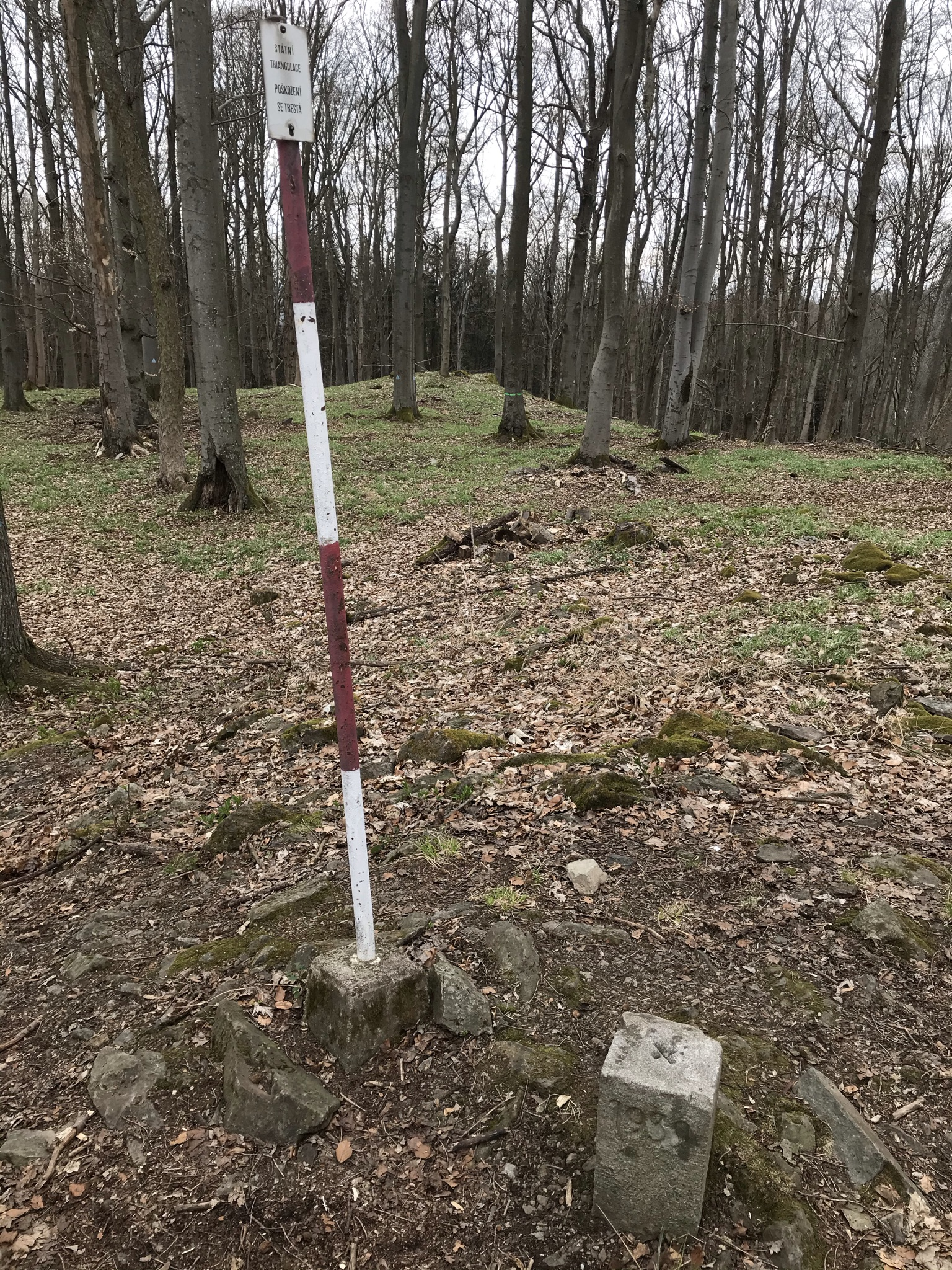
Vrchol Bukové hory

Typickou horninou je buližník. Z hlediska složení lesů se jedná o smíšené lesy, konkrétně o smrky, borovice, buky a javory. Krajina je relativně přírodní se zvýšenou estetickou hodnotou.
Nedaleko vrcholu se nachází Národní přírodní rezervace Chejlava, ke které vede zelená turistická trasa z Blovic do Srb. Vrch se zároveň nachází v Přírodním parku Buková hora – Chýlava.